# Rungia congoensis
Rungia congoensis är en akantusväxtart som beskrevs av C. B. Cl.. Rungia congoensis ingår i släktet Rungia och familjen akantusväxter. Inga underarter finns listade i Catalogue of Life.